# 早野透
早野 透（はやの とおる、1945年（昭和20年）6月10日- 2022年（令和4年）11月5日）は、日本のジャーナリスト、コラムニスト。朝日新聞編集委員、桜美林大学教授などを務めた。神奈川県生まれで東京都育ち。

## 経歴
1964年（昭和39年）3月、東京教育大学附属中学校・高等学校（現・筑波大学附属中学校・高等学校）卒業。
1968年（昭和43年）3月、東京大学法学部卒業。同年4月、朝日新聞社に入社。岐阜支局、北海道報道部に勤務。
1974年（昭和49年）3月、東京本社政治部に勤務。当時首相だった田中角栄の番記者となる。歴代政権を取材するが、田中の地元を取材するため、自ら希望して1980年（昭和55年）1月から1年半、新潟支局に勤務した。
その後、西部本社社会部次長、東京本社政治部次長、ラジオテレビ本部副本部長を経て、1993年に編集委員（政治担当）に就任した。
2010年（平成22年）3月、朝日新聞社を退職。同年4月から16年3月まで桜美林大学教授を務めた。
2022年11月5日死去。77歳没。13日、都内で営まれた葬儀には、前日の通夜とあわせ谷垣禎一、海江田万里、山東昭子、田原総一朗ら約300人が出席した。

### 担当した記事
1991年（平成3年）、自民党幹事長として湾岸戦争での日本の対応に取り組んでいた小沢一郎の政治手腕に迫った「論考小沢一郎」で担当キャップ。93年、細川政権の成立から崩壊までを検証した「連立回り舞台」で担当キャップ。96年4月から10年3月まで署名入りコラム「ポリティカにっぽん」を担当した（全443回）。
2005年（平成17年）4月から、さまざまなテーマを「人脈」から解き明かす夕刊連載「ニッポン人脈記」を率いた。退社後の12年9月からは、朝日新聞にて政治時評コラム「新ポリティカにっぽん」の連載を開始した。

## 著書

### 単著
- 『田中角栄と「戦後」の精神』朝日文庫、1995年2月。ISBN 978-4022610713。
- 『連立攻防物語　―ポリティカにっぽん―』朝日新聞社、1999年7月。ISBN 978-4022573995。
- 『政治家の本棚』朝日新聞社、2002年4月。ISBN 978-4022577467。
- 『日本政治の決算』講談社現代新書、2003年12月。ISBN 978-4061496941。
- 『政権ラプソディー　安倍・福田・麻生から鳩山へ』七つ森書館、2010年6月。ISBN 4822810127。
- 『田中角栄　戦後日本の悲しき自画像』中公新書、2012年10月。ISBN 978-4121021861。

### 共著
- 内田健三、曽根泰教『大政変　同時進行分析 細川・羽田「リレー政権」の航跡』東洋経済新報社、1994年6月。ISBN 978-4492210604。
- 井芹浩文、蒲島郁夫、近藤大博『日本政治は甦るか　同時進行分析』日本放送出版協会、1997年1月。ISBN 978-4140802946。
- 藤井裕久、筒井清忠『劇場型デモクラシーの超克』中央公論新社、2013年6月。ISBN 978-4120045103。
- 佐高信『丸山眞男と田中角栄 「戦後民主主義」の逆襲』集英社新書、2015年7月。ISBN 978-4087207941。
- 松田喬和『田中角栄と中曽根康弘 戦後保守が裁く安倍政治』毎日新聞出版、2016年12月。ISBN 978-4620323978。
- 佐高信『寅さんの世間学入門』ベストブック、2017年3月。ISBN 978-4831402165。

## 出演
- 愛川欽也 パックインジャーナル（朝日ニュースター）
- デモクラシータイムス（YouTube）